# Belknap, Illinois
Belknap là một làng thuộc quận Johnson, tiểu bang Illinois, Hoa Kỳ. Năm 2010, dân số của làng này là 104 người.

## Dân số
Dân số qua các năm:
- Năm 2000: 133 người.
- Năm 2010: 104 người.